# Journal of Cellular Physiology
Journal of Cellular Physiology is een internationaal, aan collegiale toetsing onderworpen wetenschappelijk tijdschrift op het gebied van de celbiologie en de fysiologie. De naam wordt in literatuurverwijzingen meestal afgekort tot J. Cell. Physiol. Het wordt uitgegeven door Wiley-Liss namens het Wistar Institute of Anatomy and Biology.
Vanaf de oprichting in 1932 tot in 1965 verscheen het onder de naam Journal of Cellular and Comparative Physiology.